# Ateleute alborufa
Ateleute alborufa är en stekelart som först beskrevs av André Seyrig 1952.  Ateleute alborufa ingår i släktet Ateleute och familjen brokparasitsteklar. Inga underarter finns listade.